# Still Alive (Ellen McLain)
Still Alive è un brano della colonna sonora del videogioco del 2007 Portal. È scritta da Jonathan Coulton e cantata da Ellen McLain nei panni di GLaDOS, antagonista del gioco. La canzone è presente nei titoli di coda, dopo che la protagonista del gioco, Chell, ha sconfitto GLaDOS, e il testo suggerisce che GLaDOS sia "ancora viva" (still alive in inglese). Anche il sequel di Portal, Portal 2, termina con una canzone di Coulton cantata da Ellen McLain, Want You Gone.

## Origini del brano

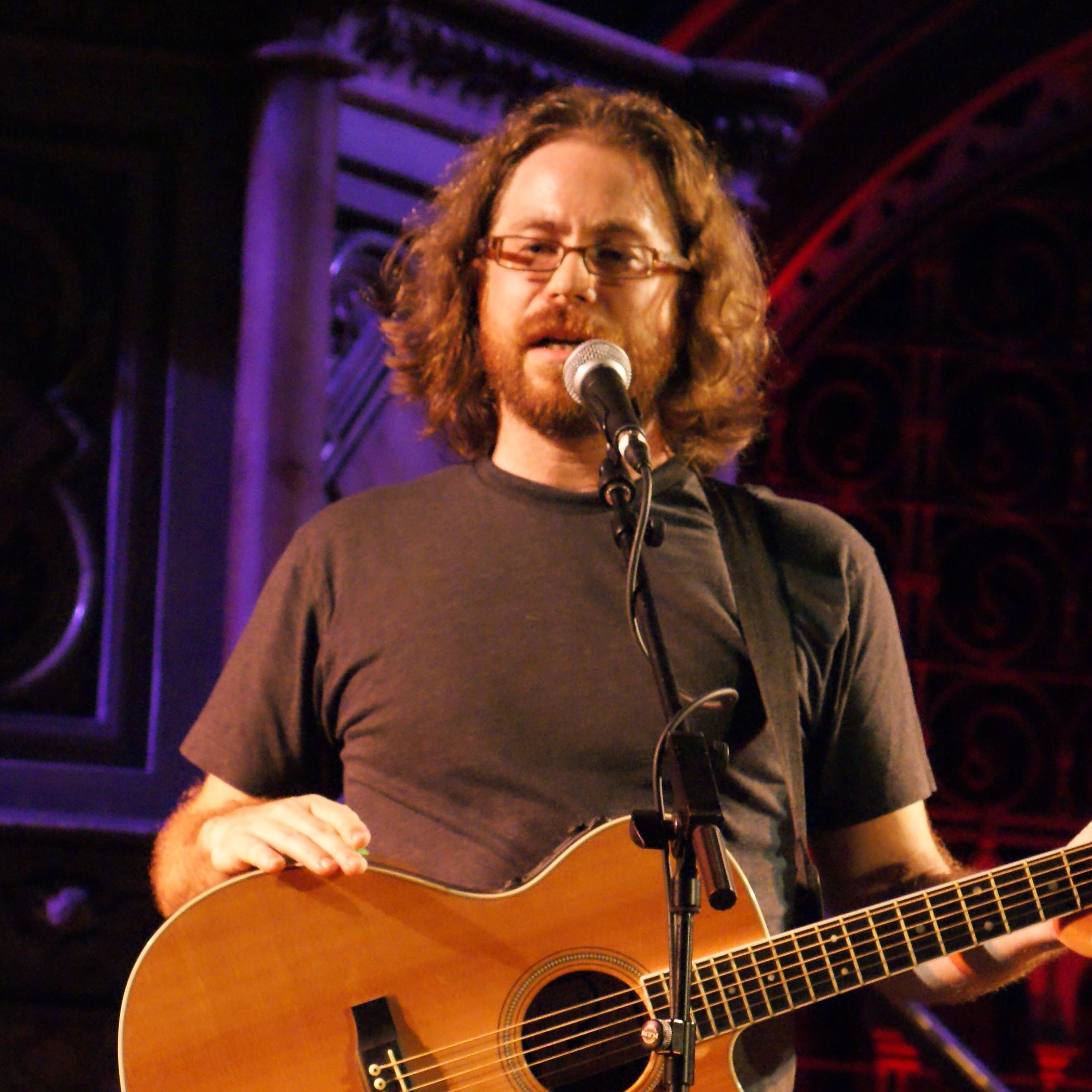
Jonathan Coulton, l'autore di Still Alive.

Jonathan Coulton iniziò a collaborare con Valve quando due sviluppatori lo contattarono dopo un concerto a Seattle. Gli chiesero se gli sarebbe piaciuto comporre dei brani per Valve e Coulton accettò, poiché era un fan di Half-Life, sviluppato proprio da Valve. Dopo una discussione decisero quindi che avrebbe lavorato su Portal. Qualche mese prima dell'uscita di The Orange Box, gli sceneggiatori di Valve avevano creato gran parte della storia di Portal e di GLaDOS, permettendo così a Coulton di scrivere il testo. Per terminare il brano ci vollero circa sei settimane. Alla domanda del perché molti giochi non terminino con una canzone, Coulton ha risposto che, mentre i film sono sempre stati realizzati per raccontare una storia, nei videogiochi "stiamo ancora imparando a farlo". Nel caso di Portal, però, il giocatore si è abituato alla presenza di GLaDOS, per cui il suo cantare alla fine del gioco "è quasi naturale". Kim Swift ha spiegato che il motivo per cui Still Alive è stata inserita nei titoli di coda è per lasciare ai giocatori un senso di soddisfazione.
Ellen McLain, che ha cantato il brano, ha anche dato la voce a GLaDOS, l'antagonista del gioco, un'intelligenza artificiale che controlla il Centro di Arricchimento Aperture Science, il laboratorio in cui è ambientato Portal. Still Alive è cantata dal punto di vista di GLaDOS ed è usata come sottofondo dei titoli di coda. Alla fine del gioco la protagonista, Chell, che è stata ingannata e quasi uccisa da GLaDOS in varie occasioni, è finalmente riuscita a sconfiggerla. Tuttavia, la canzone e alcune scene dei titoli di coda suggeriscono che GLaDOS sia ancora funzionante, e nonostante sia stata apparentemente distrutta da Chell, non è "nemmeno arrabbiata", poiché i test che Chell ha dovuto superare suo malgrado durante il gioco sono stati un "grande successo".

## Successo
Ellen McLain è rimasta soddisfatta di come Jonathan Coulton ha rappresentato la personalità di GLaDOS nel brano. Il giornalista di IGN Ryan Geddes ha descritto Still Alive come la miglior canzone di fine gioco di sempre. Nel 2008, Coulton ha suonato Still Alive insieme a Felicia Day al Penny Arcade Expo, perché "sapeva che avrebbe fatto impazzire il pubblico". Still Alive ha ricevuto l'edizione 2008 del premio "Best Original Vocal - Pop Song" dal Game Audio Network Guild. È stata suonata anche all'edizione del 2009 del Press Start -Symphony of Games-, un concerto annuale di musica da videogiochi tenuto in Giappone. Still Alive è stata la prima canzone occidentale ad essere ascoltata allo show; oltre alla versione originale è stata suonata una traduzione giapponese di Kazushige Nojima, sceneggiatore di vari Final Fantasy, e un arrangiamento da parte dell'Orchestra Filarmonica di Tokyo. Masahiro Sakurai, creatore di Super Smash Bros. Brawl, diede una breve presentazione del gioco al pubblico, data la scarsa fama di Portal in Giappone. Coulton ha avuto un grande aumento di fama dopo l'uscita di Portal proprio grazie a Still Alive. La prima occasione in cui è stata cantata dal vivo da Ellen McLain, sua voce originale, è stata invece l'Anime Midwest a Chicago.

## In altri media
Still Alive è stata inserita nella The Orange Box Original Soundtrack, pubblicata su Steam, sia nella sua versione originale che cantata da Coulton stesso. È presente anche in Left 4 Dead 2, insieme ad un altro brano di Coulton, Re: Your Brains. Nel mod di Portal Portal Prelude, un remix di Still Alive viene trasmesso da varie radio nel corso del gioco. Sul sito Valve www.aperturescience.com, è presente un remix natalizio di Still Alive, come sottofondo di un breve filmato di un Weighted Companion Cube con un cappello da Babbo Natale e un messaggio "HAPPY [HOLIDAY NAME HERE]". Il porting per Windows del gioco per Xbox Live Arcade Chime comprende Still Alive come musica di un livello.

### InRock Band
Still Alive è presente come brano scaricabile in vari giochi della serie Rock Band, tra cui Rock Band, Rock Band 2, e Rock Band Unplugged.